# 木村庄三郎 (フランス文学者)
木村 庄三郎（きむら しょうざぶろう、1902年8月10日 - 1982年1月10日）は、日本の翻訳家。

## 人物
東京生まれ。慶應義塾大学文学部国文科卒業。
同人誌『山繭』などに小説を書き、文学者として活動したのち、戦後はフランス文学の翻訳をおこなった。

## 著書
- 『世界逸話全集 第1巻 日本編』（東京創元社） 1958
- 『逸話による現代日本の人間像』（東京創元社） 1961

### 編著
- 『福翁自伝』（福沢諭吉、編著、あかね書房、あかね文庫） 1961

## 翻訳
- 『ファーブル昆虫記』（創元社、世界少年少女文学全集47） 1955
- 『プルターク英雄伝』（創元社、世界少年少女文学全集49） 1956
- 『巌窟王』（アレクサンドル・デュマ、東京創元社、世界大ロマン全集） 1957
- 『黄色い部屋の秘密』（ガストン・ルルー、角川文庫） 1962
- 『勇気の人ケネディ / 愛のシュバイツァー博士』（マントン、あかね書房、少年少女20世紀の記録） 1964
- 『ああ無情』（ユーゴー、講談社、世界の名作） 1964
- 『オクスフォード世界の民話と伝説 7 (ユーゴスラビア編)』（ナーダ・プロダノビッチ編、講談社） 1964
- 『セギュール夫人童話集 4 かしこいろば』（岩崎書店） 1966
- 『ポールとヴィルジニー』（サン・ピエール、旺文社文庫） 1970

### ギ・ド・モーパッサン
- 『女の一生』（モオパッサン、創芸社、モオパッサン全集7） 1951、のち角川文庫
- 『母の秘密 / ピエールとジャン』 (モオパッサン、創元文庫)  1952
- 『ベラミ』 (モオパッサン、創元文庫）1952、のち角川文庫
- 『死のごとく強し』 (モオパッサン、創元文庫)  1954、のち改題『死よりも強し』（角川文庫）
- 『口髭 / 宝石』(モーパッサン、岩波文庫) 1954
- 『メーゾン・テリエ』(モーパッサン、角川文庫) 1955
- 『太陽の下に』 (モーパッサン、角川文庫) 1956
- 『水の上』 (モーパッサン、角川文庫) 1956

### ジョルジュ・シムノン
- 『怪盗レトン』（ジョルジュ・シムノン、創元推理文庫） 1960、のち旺文社文庫
- 『港の酒場で』（ジョルジュ・シムノン、創元推理文庫） 1961、のち旺文社文庫
- 『黄色い犬』（ジョルジュ・シムノン、旺文社文庫） 1976
- 『男の首』（ジョルジュ・シムノン、旺文社文庫） 1977.1

### ルネ・ギヨ
- 『ジャングルの王子』（ギヨ、講談社、世界の名作図書館38） 1968
- 『小さないぬの小さな物語』 (ルネ・ギヨ、講談社、現代世界名作童話)  1969
- 『小さないぬとなかまたち』 (ルネ・ギヨ、講談社、現代世界名作童話)  1969
- 『小さないぬのクリスマス』 (ルネ・ギヨ、講談社、現代世界名作童話)  1969

### ジュール・ヴェルヌ
- 『海底二万里』（ ベルヌ、講談社、少年少女世界名作全集） 1963
- 『十五少年漂流記』（ベルヌ、講談社、世界名作全集） 1966
- 『八十日間世界一周』(ヴェルヌ、旺文社文庫） 1973

### クロード・レイデュ
- 『くまのヌーヌーいなかへいく』（クロード・レイデュ、講談社、世界の絵本 フランス） 1971
- 『くまのヌーヌー海へいく』（クロード・レイデュ、講談社、世界の絵本 フランス） 1971
- 『くまのヌーヌーとこやへいく』（クロード・レイデュ、講談社、世界の絵本 フランス） 1971

## 参考
- 文藝年鑑1940